# Glorieta Hermanos Álvarez Quintero (Sevilla)

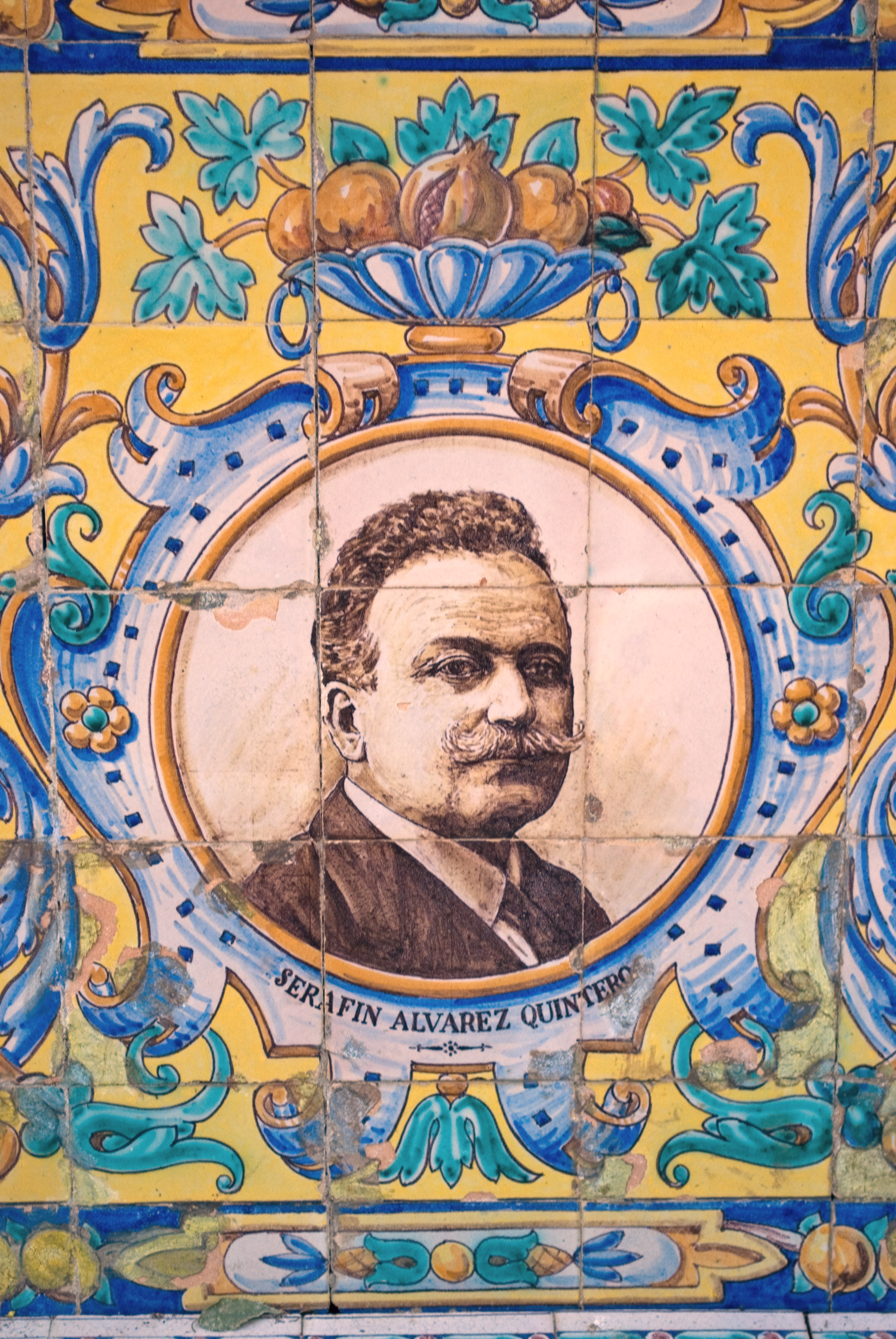
Retrato de Serafín Álvarez Quintero, en la glorieta del Parque María Luisa.

La glorieta de los Hermanos Álvarez Quintero, ubicada en el Parque de María Luisa de Sevilla, es una de las que mayor espacio ocupa, ubicada al final de la avenida de Hernán Cortés, fue creada gracias a una propuesta del pintor Santiago Martínez al Ayuntamiento de Sevilla y aceptada por el Comité de la Exposición Iberoamericana en 1925. Se pudo inaugurar en 1927 después del proyecto realizado por Aníbal González.
De forma rectangular y con un estanque central bastante amplio, tiene dos bancos que ocupan cada lado más largo, decorados con azulejos en toda su magnitud, que contienen bastantes títulos de sus obras y los retratos de ambos hermanos escritores.
En el fondo y cerrando uno de los lados de manera semicircular, se puede contemplar un centro con una fuente de cerámica adornada con relieves representando el ex libris de los autores con la leyenda “Un mismo aliento, impulsa las dos velas” entre dos columnas platerescas. A los laterales de la fuente hay unos anaqueles para libros, figuras de amorcillos adornan los altos la estructura, y también, adornado con bancos de las mismas características que los anteriores, pero con una dedicatoria encima de ellos que dice “A Serafín y Joaquín Álvarez Quintero, gloriosos autores dramáticos, Sevilla, su madre adoptiva, consagra este monumento en testimonio de gratitud porque infundieron en cien comedias, gala de la escena española, el alma de la reina del Guadalquivir”.
Está situada al lado del Monte Gurugú y justo detrás tiene la Fuente de los Toreros.
La glorieta fue restaurada por última vez en el año 2002.

## Flora
Está rodeada toda la glorieta por enormes eucaliptos (Eucalyptus), árboles del amor (Cercis siliquastrum), pitosporos (Pittosporum tobira), aligustres (Ligustrum japonicum), dos palmeras, acacias (Robinia pseudoacacia) y buganvillas. También se distinguen furcreas (Furcraea selloa), y en dirección al Monte Gurugú, un nogal americano (Juglans nigra) y la nuez de América (Carya illinoensis), originarios de Norteamérica.